# Šureimon

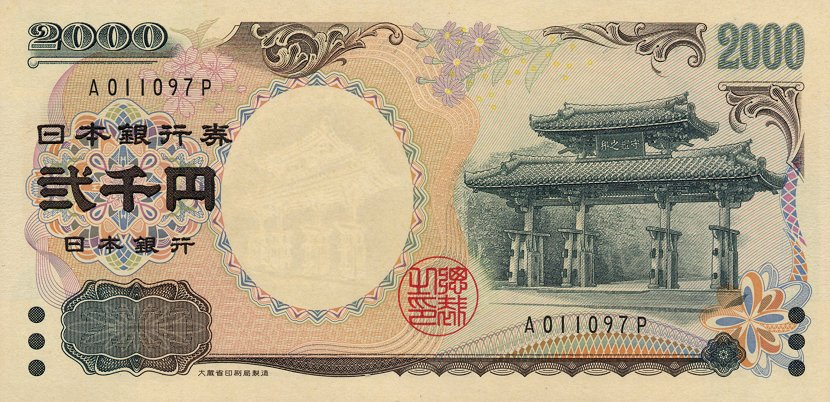
Brána Šureimon na 2 000¥ bankovce

Brána Šureimon (japonsky: 守礼門) (nebo také Šurei-no-mon) je brána v sousedství hradu Šuri na japonském ostrově Okinawa, kde byla postavena v 16. století během existence království Rjúkjú.
Na bráně jsou patrné místní náboženské tradice a silný čínský vliv.
Hlavní sloupy jsou od sebe vzdáleny 7,94 metrů. Horní překlad brány dosahuje výšky 7,05 metrů a dolní 5,11 metrů. Čtyři pilíře stojí na kamenných základech a vpředu a vzadu jsou podporovány šikmými pomocnými pilíři pro lepší stabilitu.
Obrázek brány Šureimon se objevil na 2 000¥ bankovce vydané v roce 2000 na paměť Summitu skupiny G8, který se konal na Okinawě.